# قوانين مكافحة القناع أو التقنع

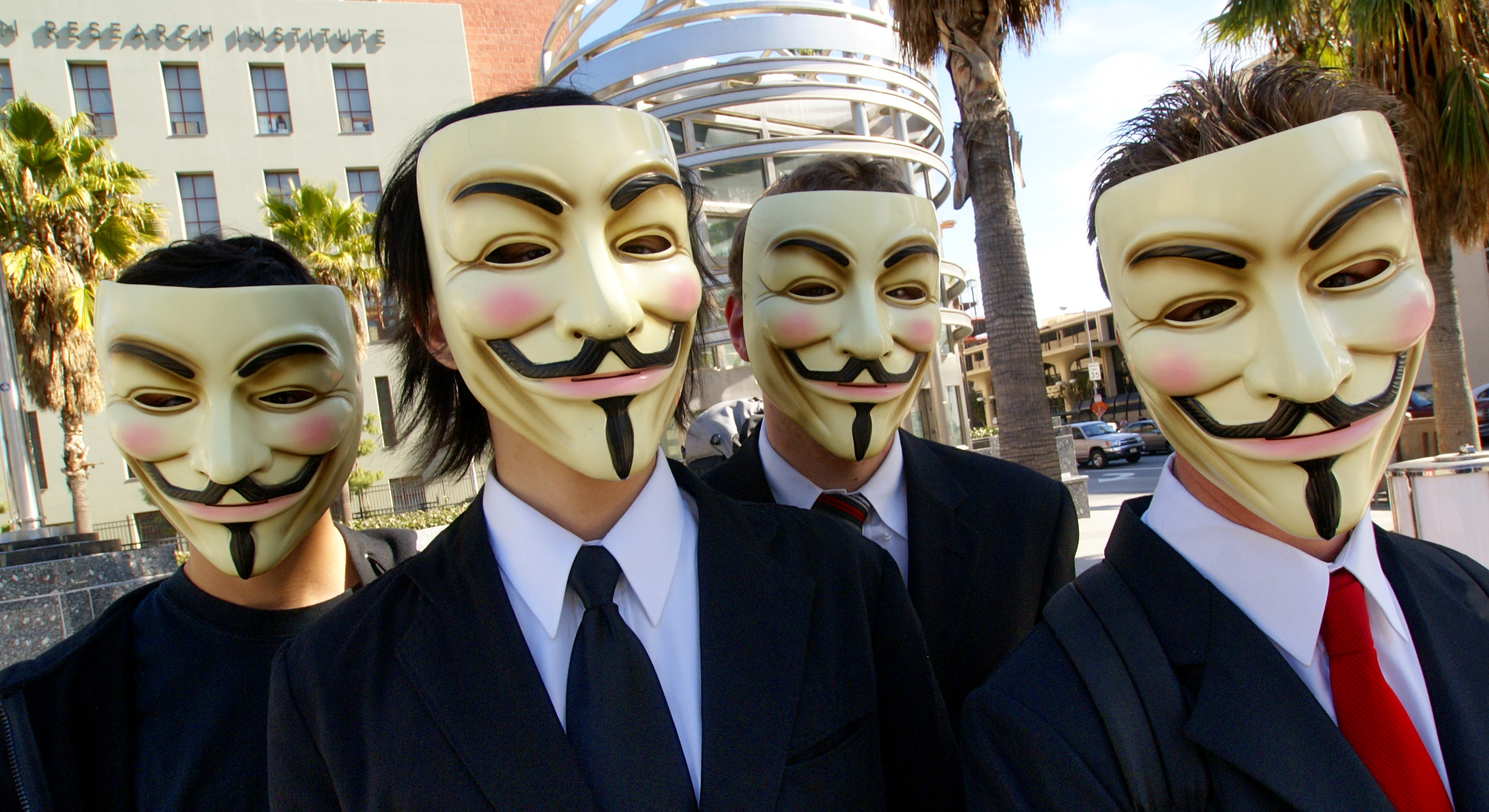

قوانين مكافحة القناع أو التقنّع هي مبادرات تشريعية أو جزائية تسعى إلى منع الأفراد من إخفاء وجوههم، والذين يفعلون ذلك في كثير من الأحيان حتى لا تُعرف هويّاتهم أو لا يكونوا خارجين عن الممارسات الدينية.

## أمريكا الشمالية

### الولايات المتحدة الأمريكية
هناك قوانين تكافح القناع في العديد من الولايات الأمريكية ومقاطعة كولومبيا.
- سُنّ قانون مكافحة القناع في ولاية نيويورك في عام 1845، لتأمين السلامة العامة بعد النزاعات بين أصحاب العقارات والمستأجرين.[2]
- يرجع تاريخ العديد من قوانين منع القناع إلى منتصف القرن العشرين، عندما أقرّتها الولايات والبلديات لوقف الأنشطة العنيفة التي ارتكبتها مجموعة كو كلوكس كلان، والتي كان أفرادها يرتدون عادة أغطية من الكتان الأبيض لإخفاء هوياتهم.[3][4]
- في القرن الحادي والعشرين، أصبحت تلك القوانين سارية على المحتجين السياسيين كالمنتسبين إلى حركة احتلوا أو مجموعة أنونيمومس الذين يضعون أقنعة جاي فوكس.
- في بعض المناطق، ألقي القبض على راكبي الدراجات النارية بموجب قوانين مكافحة القناع.[5][6][7][8]

طُعِن في هذه القوانين على أساس أنها تنتهك ضمانات التعديل الأول لدستور الولايات المتحدة لحرية التعبير وحرية تكوين الجمعيات. قارنت بعض المحاكم حرية التعبير مع مصلحة السلامة العامة، وأيّدت هذه القوانين. على سبيل المثال، خلُصت المحكمة العليا في جورجيا إلى أن القانون دستوري على أساس أن ارتداء القناع كان بمثابة فعل من أفعال الترهيب والتهديد بالعنف، وبالتالي ليست خطابًا محميًا. يستثني ذلك القانون الاحتفالات بالعطلات والعروض المسرحية والسلامة المهنية؛ لا يوضّح ما إذا كان شخص ما ينتهك القانون إذا كان يرتدي قناعًا دون أن تكون لديه أي نيّة للتهديد بالعنف. أيّدت لجنة مؤلفة من ثلاثة قضاة من محكمة الاستئناف بالولايات المتحدة للدائرة الثانية قانون نيويورك على أساس أن ارتداء قناع كو كلوكس كلان لم ينقل رسالة محمية تتجاوز تلك التي تُنقل عند ارتداء قلنسوة وثوب. ألغت المحاكم الأخرى قوانين مكافحة القناع. على سبيل المثال، أُبطِلت قوانين ولاية تينيسي وفلوريدا على أساس أنها اعتُبِرت غير دستورية. أُلغي مرسوم في مدينة غوشين التابعة لولاية إنديانا، استنادًا إلى مبدأ التعديل الأول الذي يحمي حماية خاصة الخطاب المجهول والجمعيات المجهولة، وخاصة بالنسبة للمجموعات التي لا تتمتع بشعبية مثل كو كلوكس كلان.

### كندا
- بعد العديد من الاحتجاجات البارزة، قدّم البرلمان الكندي مشروع القانون ج-309، الذي يحظر ارتداء الأقنعة أثناء أعمال الشغب أو غيرها من التجمعات غير القانونية. عُمِلَ بمشروع القانون في 19 يونيو 2013 وأصبح قانونًا ساريًا. يواجه المدانون بذلك السجن لمدة تصل إلى 10 سنوات.[11][12]
- يغطي القانون الجنائي الكندي، القسم 351 (2)، أيضًا ‹‹التنكر عن عمد››، إذ ‹‹كل شخص، يقصد ارتكاب جريمة يمكن إدانتها، ويكون وجهه ملثّماً أو مطليًّا أو مُقنّعًا بطريقة أخرى، يكون مذنبًا بارتكاب جريمة يمكن إدانتها بالسجن لمدة لا تتجاوز عشر سنوات››. فيما عدا بعض الاستثناءات، فإن الجريمة الجنائية في كندا تشمل من يخضع لغرامة تزيد عن 5000 دولار أو السجن لأكثر من ستة أشهر.[13]
- في عام 2017، عُمِّم حظر كيبيك على تغطية الوجه للانتقال والخدمات الحكومية.

يُنظر إلى الحظر الفرنسي لعام 2010 على تغطية الوجه على نطاق واسع على أنه الأكثر تشددًا، والذي يحظر تغطية الوجه في جميع الحالات في الأماكن العامة تقريبًا، بدلاً من القيود المحدودة في دول مثل الدنمارك التي تحظر مثل هذه الممارسات فقط في سياق التجمعات العامة كالمظاهرات.

## أوروبا

### النمسا
- في النمسا منذ عام 2002 فُرِض حظر على ارتداء الأقنعة في المظاهرات بموجب المادة 9 من قانون الجمعية. ليس من الضروري مقاضاة منتهكي الحظر إذا كان القناع لا يهدد الأمن والنظام العام. يترتب على انتهاك الحظر، وفقًا للمادة 19 أ. ب من القانون، عقوبة السجن لمدة تصل إلى ستة أشهر أو في حال المخالفات المتكررة لمدة عام أو غرامة.[14][15]
- وافق البرلمان على تشريع جديد في 16 مايو 2017، والذي ينصّ على أن الأشخاص الذين يرتدون ملابس تغطي وجوههم، كالبرقع أو النقاب أو الخوذ التي تغطي كامل الوجه أو الأوشحة (التي يرتديها سائقو الدراجات النارية) إلخ في أماكن كالجامعات أو وسائل النقل العام أو المحاكم يواجهون غرامات تصل إلى 150 يورو (حوالي 167 دولارًا). بدأ سريان الإجراء في أكتوبر 2017. بعد فترة وجيزة من التشريع في 1 أكتوبر 2017، كانت هناك بعض الحوادث التي غرّمت فيها الشرطة الناس تعسّفيًا، ما دفع بعض المُعقبين إلى الإشارة لوجود ثغرات في القانون، أو فهم غير صحيح لها بين صفوف رجال الشرطة.

### بلجيكا
يحظر القانون البلجيكي، الذي اعتُمِد في يونيو 2011، الظهور العلني ‹‹بوجه مقنّع أو مخفي، كليًا أو جزئيًا، بطريقة لا يمكن التعرّف عليها››. يمكن أن تؤدي الانتهاكات إلى غرامات وما يصل إلى سبعة أيام في السجن. في 11 يوليو 2017، أيّدت المحكمة الأوروبية لحقوق الإنسان الحظر في بلجيكا بعد أن طعنت فيه امرأتين مسلمتين زعمتا أن حقوقهما قد انتُهِكت.

### الدنمارك
- يُعد ارتداء الأقنعة أثناء التجمّعات في مكان عام أمرًا غير قانوني في الدنمارك. يعاقب قانون العقوبات الدنماركي رقم 134 ب، الذي دخل حيّز التنفيذ بدءًا من 3 يونيو 2000، على الانتهاك بالغرامة أو السجن لمدة تصل إلى ستة أشهر. يُجرّم الجزء 2 من الفقرة 134 ب حيازة التأثيرات التي يُنظر إليها على أنها مقصودة لاستخدامها في التقنّع أثناء التجمّع. تستثني الفقرة 134 من الجزء 3 من العقوبة التقنّع الذي يكون الهدف منه حماية الوجه من الطقس. لا ينطبق الحظر على غرينلاند أو جزر فارو.

### فرنسا
- الحظر الفرنسي على تغطية الوجه هو قانون برلماني صادر عن مجلس الشيوخ الفرنسي في 14 سبتمبر 2010، وقد أدّى هذا القانون إلى حظر ارتداء غطاء الرأس، بما في ذلك الأقنعة والخوذات والبالاكلافا والنقاب وغيرها من الأغطية التي تغطي الوجه في الأماكن العامة، إلا في ظل ظروف محددة.

### ألمانيا
- منذ عام 1985، وفقًا للفقرة 17 البند 2 من الجمعية العامّة، لا يجوز إخفاء هويتك في الاجتماعات العامة كالمظاهرات لكي تتمكن الشرطة من التعرف عليك. يمكن تغريم هذا الانتهاك بالسجن لمدة تصل إلى عام واحد.

### إیطالیا
- في إيطاليا، يحظر القانون الصادر في عام 1975 بصرامة ارتداء أي ملابس يمكن أن تخفي وجه شخص ما. تُفرض عقوبات (كالغرامات والسجن) على ممارسة سلوك كهذا. كان الغرض الأصلي من قانون مكافحة القناع هو منع الجريمة أو الإرهاب. يسمح القانون بإعفاءات ‹‹الأسباب المبرّرة››، والتي تفسرها المحاكم أحيانًا على أنها تشمل الأسباب الدينية لارتداء النقاب، لكن آخرين -بما في ذلك الحكومات المحلية- يختلفون ويحتجون بأن الدين ليس ‹‹سببًا مبررًا›› في هذا السياق.

### لاتفيا
- في لاتفيا، أقرّ البرلمان اللاتفي قانونًا صدر عام 2016 لحظر النقاب والبرقع في جميع أنحاء البلاد.